# Somovit Point
Der Somovit Point (englisch; bulgarisch нос Сомовит nos Somowit) ist eine 500 m lange Landspitze an der Ostküste von Robert Island im Archipel der Südlichen Shetlandinseln. Sie trennt 0,9 km nordnordwestlich des Batuliya Point und 1,1 km südsüdwestlich des Kitchen Point die Kruni Cove von der Tsepina Cove.
Bulgarische Wissenschaftler kartierten sie 2009. Die bulgarische Kommission für Antarktische Geographische Namen benannte sie im selben Jahr nach der Ortschaft Somowit im Norden Bulgariens.